# Tomaž Pengov
Tomaž Pengov (Ljubljana, 1949 – Glonik, 2014. február 10.) szlovén énekes és gitáros.

## Pályafutása
A ljubljanai egyetemen összehasonlító irodalomtudományt tanult. Lanton, acélhúros akusztikus gitáron és 12 húros gitáron játszik. Második, Pripovedi című lemezén vendégzenészek is közreműködtek. Összesen négy nagylemeze jelent meg, majd 2011-ben egy hangoskönyvet is kiadott Drevo in zvezda (Fa és csillag) címmel, melyen a saját verseit énekli.

## Lemezei
- Odpotovanja (1973: mono), (1981: stereo)
- Pripovedi (1988)
- Rimska cesta (1992)
- Biti tu (1995)

## Külső hivatkozások
- A szlovén Playboy interjúja Tomaž Pengovval Archiválva 2013. október 4-i dátummal a Wayback Machine-ben